# 越前堀
越前堀（えちぜんぼり）は、かつて東京都中央区新川 (東京都中央区)を流れていた水路。地名としても存在していた。東京都電車の越前堀電停も存在した。

## 概要
江戸時代初期に福井藩主松平越前守の屋敷地周辺にコの字型にめぐらされた水路。明治時代になると屋敷地は鍋島直大、福島敬典（敦賀藩士、後に海軍少将）、川合執銀、橋本善四郎などに分割された。内陸側は明治期の市区改正などに伴い埋め立てられ、一部には関東大震災後の震災復興公園帝都復興小公園として越前堀公園（現越前堀児童公園）が1930年に整備された。明正小学校の拡張用地にも使われた。中央大橋付近は戦後も残されていたが、1993年（平成5年）に埋め立てられ八重洲通りが整備された。